# Ел Кирник бинт Бадр
Ел Кирник бинт Бадр ибн Хифан (или Хафан) (преминула највероватније 600) била је арапски елегични песник. Била је полусестра или тетка песника Тарафа ибн ел Абда.
Ел Кирникин диван који је сачуван протеже се на нешто мање од 60 линија, углавном очуваних у раду Абу 'Амр ибн ел 'Ала'. Њене познате елегије су упућене рођацима, укључујући њеног брата и њеног мужа Бишр ибн 'Амра, који је убио из суседног племена на планини Кудаб.